# Bogdan Filov
Bogdan Dimitrov Filov (bugarski: Богдан Димитров Филов, Stara Zagora, 10. travnja 1883. – Sofija, 1. veljače 1945.), bugarski arheolog, povjesničar umjetnosti i političar. Tijekom njegove vladavine Bugarska je postala sedma zemlja koja se pridružila savezu Sila Osovine.

## Životopis
Filov je rođen u Staroj Zagori, dijelom se školovao u Njemačkom Carstvu u Leipzigu, Freiburgu i Würzburgu. Od 1. svibnja 1906., radio je u Nacionalnom arheološkom muzeju u Sofiji. Studirao je arheologiju i numizmatiku u Bonnu,Parizu i Rimu (1907. – 1909.).  Godine 1918. otkrio je nekropolu kod Trebeništa bogatu zlatom i željeznim artefakatima. Između 1910. i 1920. godine bio je ravnatelj Nacionalnog arheološkog muzeja.  Kasnije je postao profesor arheologije i povijesti umjetnosti, na Sveučilištu u Sofiji. Godine 1937. izabran je za predsjednika Bugarske akademije znanosti.
Nakon ostavke Georgija Kjoseivanova 15. veljače 1940. imenovan je premijerom Kraljevine Bugarske. Filov je bio saveznik cara Borisa III. U studenom 1940. godine, Vlada Bogdana Filova predložila je Zakon o zaštiti nacije, a Parlament ga je usvojio 24. prosinca 1940. Ovaj zakon je jednak Nürnberškom zakonu Trećeg Reicha kojim se Židovima ukidaju građanska prava. Filov je osnovao Komesarijat za židovske poslove, kao izvršno tijelo koje se bavi Židovima u Bugarskoj. U skladu s vladinom odlukom donesenom u ožujku 1943.,  11.343 Židova iz "novih teritorija" okupirane sjeverne Grčke i Vardarske banovina bilo je deportirano u njemačke pritvore, a kasnije u logor Treblinka gdje su ubijeni i gotovo nitko nije preživio. Zbog pritiska Bugarske pravoslavne crkve i zamjenika predsjednika Parlamenta Dimitra Peševa 50.000 Židova iz "stare zemlje" (Bugarska prije rata) nije deportirano.
Nakon smrti Borisa III. u kolovozu 1943. godine, Filov je postao član Regentnog vijeća koje je osnovano jer je novi car Simeon II. bio maloljetan.
Nakon primirja s Sovjetskim Savezom čije snage su ušli u Bugarsku 1944. godine, osnovana je nova komunistička vlada i uhićeni su članovi Regentog vijeća. Filov i 22 druga javna dužnosnika te večeri su bili osuđeni na smrt od strane "Narodnog suda" i u popodnevnim satima 1. veljače 1945. godine pogubljeni strijeljanjem na groblju u Sofiji.